# EcoTv
EcoTv è stata una rete televisiva italiana diffusa via satellite e via web.

## Storia
EcoTv è un canale satellitare della piattaforma Sky, nato nel 2006. Fondata e diretta dal giornalista Pino Gagliardi, tratta principalmente argomenti di ecologia, diritti civili, pace, solidarietà e giustizia sociale. Ecotv è stata partner ufficiale della Conferenza Nazionale sui Cambiamenti Climatici alla FAO svoltasi a Roma nel settembre 2007, del V-Day di Beppe Grillo, del Gay Pride di Roma svoltosi nel 2007, ed è stata televisione ufficiale dell'EuroPride 2007 di Madrid, di Cinambiente 2007, del TrailerFilmFest di Catania, del Vento di Terre di Foggia, di MareAmico 2007, del MEI (Meeting Etichette Indipendenti) di Faenza, del CinemAbili svoltosi a Genova.
Il 23 febbraio 2008 l'emittente ha trasmesso in diretta Il giorno del rifiuto, l'iniziativa organizzata dal Meet-up “Amici di Beppe Grillo” per dare voce alla protesta dei cittadini contro la situazione di estremo degrado in cui versano Napoli e tanti altri comuni campani, causa una politica fallimentare in tema di gestione dei rifiuti. Insieme a Beppe Grillo questa grande “maratona del rifiuto” ha visto la partecipazione di Franca Rame, Edoardo Bennato, Enzo Gragnaniello e tanti altri artisti.
Il 25 aprile 2008 EcoTv trasmette in esclusiva la diretta del V2-Day, il giorno di mobilitazione promosso dal comico genovese Beppe Grillo che in piazza San Carlo a Torino, e in collegamento con i meet-up sparsi per numerose altre piazze italiane, lancia la raccolta firme per i tre referendum sull'abolizione dell'Ordine dei Giornalisti, l'abolizione dei finanziamenti pubblici all'editoria e l'abolizione della legge Gasparri.

## Programmi
Nel palinsesto figura l'impegno di EcoTv a favore di una cultura "finalmente libera". Il canale fin dall'inizio della programmazione si è occupato di dare spazio a forme d'arte meno viste e ad artisti indipendenti non sempre presenti nei canali generalisti. In tal senso figurano le trasmissioni:
Nonsoloemtivi (condotto da Leyla Pafumi), ideata per dare voce e spazio a tutti gli artisti che ancora credono nella musica al punto di autoprodursi o creare delle etichette indipendenti per poter divulgare la propria musica senza pressioni da parte dell'industria discografica mondiale;
Teatro InStabile (a cura di Giulia Spiniello), un format dedicato allo spettacolo di prosa che propone al pubblico del piccolo schermo un ricco archivio di rappresentazioni teatrali presentati in versione integrale in prima serata;
Sviste (a cura di Mario Mazzarotto), nata per dare voce ad autori e registi cinematografici italiani le cui opere non tutti hanno avuto l'opportunità di conoscere.

## Diffusione satellitare
EcoTv, edita da EcoNetwork s.r.l., era raggiungibile sul canale 906 della piattaforma Sky.
Era visibile in tutta Europa e nei paesi settentrionali del Mediterraneo tramite le seguenti coordinate:
- Satellite: hot bird 13 A
- Trasponder: 125
- Polarizzazione: orizzontale
- Frequenza: 11013
- Symbol rate: 27500
- Fec: 3/4